# 夜のことばたち
『夜のことばたち』（よるのことばたち）は、ダイアナによる日本の漫画作品。

## 特徴
ソーシャル・ネットワーキング・サービス上で公開され、読者との双方向的な情報の伝達がある「SNS漫画」の一つであるとされる。Twitter上で連載されており、インプレッション数は10億を数える。作者の「ダイアナ」はほとんどが謎の人物であり、「夜の絵描き」というプロフィールでのみ知られているが、後に漫画を制作しているのは「亜月ねね」と判明した。なお、亜月ねねが「ダイアナ」名義で漫画を描いていたのは2021年1月～2024年2月までであり、現在のダイアナアカウントでは亜月ねねの作品は全て削除されている。

## 主題
キャバクラ、パパ活、性風俗産業を含む「夜の街」で生きる女性の日常と苦悩が主題となっている。それよりも単純な日記的なあるあるネタを扱うこともある。容姿コンプレックスとルッキズムについて語られることが多く、時にはそれらのテーマがユーモラスに描かれる。

## 登場人物
本作では登場人物の名前は明確に描かれないことが多い。第7章「それぞれの夜職」の中の一編『幸福のために最低限必要なもの』に登場する「みいちゃん」は、後に『みいちゃんと山田さん』でメインキャラクターとなっている。
みいちゃん
キャバクラ嬢。素直に感情を出し、よく笑う性格から店内では人気だが、一般常識を知らず、極端に学力も低い。

## 評価
立花ももは、『夜のことばたち』について「時には文学的でさえある」と評した.

## 書誌情報
- ダイアナ『夜のことばたち』彩図社
  1. 2023年3月27日発売、ISBN 978-4-8013-0655-4